# Ha-roo
Ha-roo (hangul: 하루; bra: Dia sem Fim) é um filme de suspense e mistério sul-coreano de 2017 escrito e dirigido por Jo Seon-ho.
Totalizou mais de um milhão de entradas nas bilheterias sul-coreanas de 2017.

## Sinopse
Kim Joon-yeong é um famoso cirurgião torácico, mas não é um bom pai para sua filha Eun-jung. Um dia, ele a vê morrer na frente dele em um acidente de viação. A partir deste momento, o mesmo dia se repete e ele contará com o paramédico Lee Min-cheol para quebrar o ciclo e salvar sua filha.

## Elenco
- Kim Myung-min como Kim Joon-young
- Byun Yo-han como Lee Min-chul
- Yoo Jae-myung como Kang-sik
- Jo Eun-hyung como Eun-jung
- Shin Hye-sun como Mi-kyung
- Im Ji-kyu como Yong-sun
- Kim Chae-yeon como Hee-joo
- Jang Dae-woong como Dong-soo
- Kim Hyeong-beom como Kim Kyung-wi
- Kim Ye-joon como Ha-roo
- Lee Yoo-ha como comissária de bordo
- Han Hee-jung como mãe de Suk-hoon
- Park Min-soo como Suk-ikjhu

## Prêmios e nominações
| Ano  | Prêmio                               | Categoria                                           | Destinatário | Resultado |
| ---- | ------------------------------------ | --------------------------------------------------- | ------------ | --------- |
| 2017 | Fantasia International Film Festival | Prêmio do Público de Melhor Longa-Metragem Asiático | Ha-roo       | Bronze    |
| 2018 | Fantasporto                          | Menção Especial                                     | Ha-roo       | Venceu    |